# Zesdaagse van Hasselt
De Zesdaagse van Hasselt is een baanwielersportevenement in de Belgische stad Hasselt. De zesdaagse werd in februari 2006 voor het eerst georganiseerd en vindt plaats in de multifunctionele Ethias Arena. Naast de Zesdaagse van Gent is dit de tweede zesdaagse in België. De wedstrijdleiding is in handen van Patrick Sercu.
In 2006 kreeg de wereldtop in BMX Cross de mogelijkheid om zich op de Olympische Spelen voor te bereiden. Naast de BMX Cross worden er ook BMX Freestyle demonstraties gegeven tijdens het evenement. Ook was er een 3 kilometer achtervolging voorzien tussen Tom Boonen en Marc Wauters. Tom Boonen won het duel. De zesdaagse zelf kende op de finaledag een spannend verloop. Het duo Matthew Gilmore - Iljo Keisse haalde het op punten van het duo Robert Slippens - Danny Stam die in dezelfde ronde eindigden.
In 2007 was er een 3 kilometer achtervolging tussen de veldrijders Sven Nys en Erwin Vervecken. Sven Nys won het duel. De zesdaagse zelf kende op de finaledag een zeer spannend verloop. Het duo Bruno Risi - Franco Marvulli haalde het met 9 punten voorsprong op het duo Iljo Keisse - Marco Villa. Ook in 2008 behaalde het koppel Risi-Marvulli de overwinning.
In 2009 werden de jonge veelbelovende Belgische renners gekoppeld aan de oudere meer ervaren renners. Dit zorgde voor een spannend verloop van de zesdaagse. Uiteindelijk won het duo Kenny De Ketele - Bruno Risi. Voor De Ketele was dit zijn eerste zesdaagsezege, voor Bruno Risi was het zijn 57ste zesdaagsezege.

## Lijst van winnaars
| Jaar | Goud                                | Zilver                              | Brons                                       |
| 2009 | BEL Kenny De Ketele SUI Bruno Risi  | NED Léon van Bon GER Leif Lampater  | SUI Franco Marvulli BEL Tim Mertens         |
| 2008 | SUI Franco Marvulli SUI Bruno Risi  | BEL Kenny De Ketele BEL Iljo Keisse | NED Danny Stam ITA Marco Villa              |
| 2007 | SUI Franco Marvulli SUI Bruno Risi  | ITA Marco Villa BEL Iljo Keisse     | BEL Dimitri De Fauw SUI Alexander Aeschbach |
| 2006 | BEL Iljo Keisse BEL Matthew Gilmore | NED Danny Stam NED Robert Slippens  | BEL Tom Steels ITA Marco Villa              |